# عزب الطرانة
عزب الطرانة إحدى قرى مركز السادات التابع لمحافظة المنوفية في جمهورية مصر العربية.

## السكان
بلغ عدد سكان عزب الطرانة 715 نسمة، حسب الإحصاء الرسمي لعام 2006.